# Груб-ам-Форст
Груб-ам-Форст (нем. Grub am Forst) — община в Германии, в земле Бавария. 
Подчиняется административному округу Верхняя Франкония. Входит в состав района Кобург. Подчиняется управлению Груб ам Форст.  Население составляет 3010 человек (на 31 декабря 2010 года). Занимает площадь 11,97 км².
Коммуна подразделяется на 6 сельских округов.

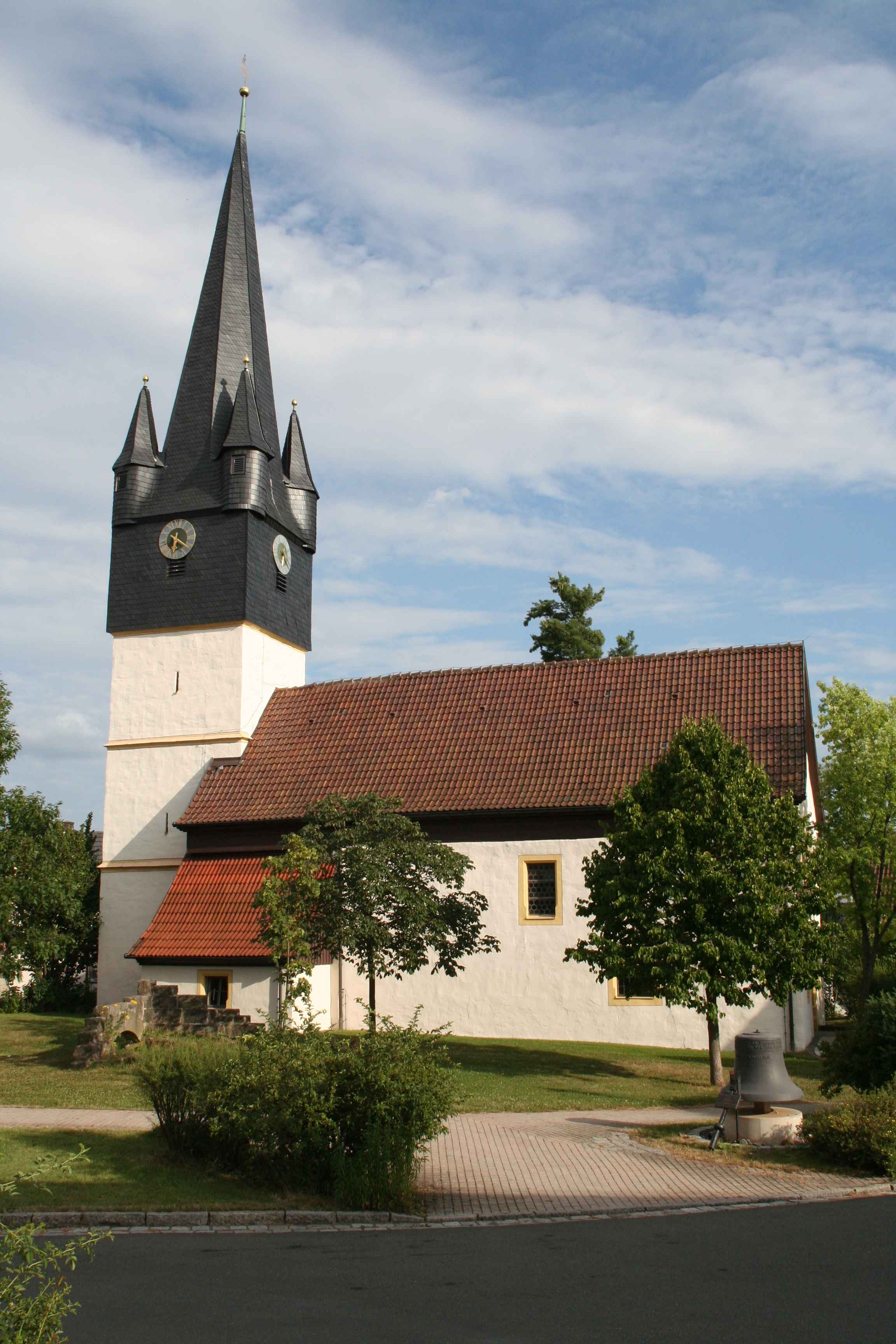
Груб-ам-Форст

## Население
По оценке на 31 декабря 2015 года население общины Груб-ам-Форст составляет 2837 чел. 

| Дата      | 1840 | 1871 | 1900 | 1925 | 1939 | 1950 | 1961 | 1970 | 1987 | 2011 |
| --------- | ---- | ---- | ---- | ---- | ---- | ---- | ---- | ---- | ---- | ---- |
| Население | 846  | 1084 | 1342 | 1464 | 1561 | 2208 | 2383 | 2823 | 2913 | 2973 |

| Год       | 1960 | 1970 | 1980 | 1990 | 2000 | 2009 | 2010 | 2011 | 2012 | 2013 | 2014 | 2015 |
| --------- | ---- | ---- | ---- | ---- | ---- | ---- | ---- | ---- | ---- | ---- | ---- | ---- |
| Население | 2379 | 2875 | 2807 | 3001 | 3141 | 3010 | 3010 | 2938 | 2934 | 2889 | 2868 | 2837 |